# Fogoneu
Fogoneu es una cepa de uva tinta (Vitis vinifera), autóctona de Mallorca, en España. Según la Orden APA/1819/2007, de 13 de junio (BOE del día 21), la variedad fogoneu está autorizada en la comunidad autónoma de Baleares. Es una variedad no autofértil, por lo que precisa polinización de otra/s variedad/es. Es una variedad mayoritaria en la comarca de Felanich donde suele encontrarse en plantaciones mixtas con la autóctona Callet. Tiene cierto parecido con la uva gamay.